# Metropolia Wysp Książęcych
Metropolia Wysp Książęcych (gr. Ἱερὰ Μητρόπολις Πριγκηποννήσων) – metropolia Patriarchatu Konstantynopolitańskiego; jedna z pięciu działających na terytorium Turcji. Jej obecnym ordynariuszem jest metropolita Wysp Ksiażęcych Dymitr (Kommatas), zaś funkcje katedry pełni katedra św. Dymitra na Büyükadzie.
Metropolia została erygowana w 1923. Wydzielono ją z metropolii Chalcedonu. Jurysdykcja administratury obejmuje obszar czterech spośród zamieszkanych Wysp Książęcych (Kınalıady, Burgazady, Heybeliady, Büyükady).  Pozostałe zamieszkane Wyspy Książęce nadal znajdują się w jurysdykcji metropolii Chalcedonu. 
W Metropolii Wysp Książęcych czynne są następujące świątynie:
- Katedra św. Dymitra na Büyükadzie
- Cerkiew Zaśnięcia Matki Bożej na Büyükadzie
- Cerkiew św. Teodora na Büyükadzie[5]
  - Kaplica Świętych Konstantyna i Heleny na Büyükadzie[5]
  - Kaplica św. Fotyni na Büyükadzie[5]
- Cerkiew św. Eliasza na Büyükadzie (cmentarna)
- Cerkiew św. Mikołaja na Heybeliadzie
- Cerkiew św. Barbary na Heybeliadzie
  - Kaplica św. Paraskiewy na Heybeliadzie[5]
- Cerkiew św. Jana Chrzciciela na Burgazadzie
  - Kaplica św. Fotyni na Burgazadzie[5]
- Cerkiew św. Eliasza na Burgazadzie (cmentarna)
- Cerkiew Narodzenia Matki Bożej na Kınalıadzie[3].

Metropolita Wysp Książęcych, rezydujący na Büyükadzie, nosi tytuł egzarchy Propontydy. Administratura prowadzi cztery parafie i jedną szkołę, obsługiwane przez dwóch kapłanów. Natomiast wszystkie sześć znajdujących się na wyspach monasterów to placówki stauropigialne, niepodlegające jurysdykcji metropolii.